# Sebastián Castella
Sébastien Turzack Castella, conocido artísticamente como Sebastián Castella (Hérault, Francia, 31 de enero de 1983), es un torero francés.

## Biografía
De padre francés y madre polaca, Sebastián Castella fue considerado desde el principio como uno de los toreros más prometedores de su generación. Se aficionó a los toros en su Béziers natal. Tras su alternativa (2000), y su confirmación en México (2001) y Madrid (2004), se ha revelado como la mayor figura del toreo francés, probablemente de cualquier tiempo, ya que fue el primero que consiguió abrir en San Isidro la puerta grande de Madrid (la plaza considerada más importante del universo taurino) y el único matador galo que ha logrado liderar el escalafón taurino (2006). También ha sido el primer torero francés que logró anunciarse cuatro tardes en la Feria de Sevilla en la misma temporada.
Castella destaca por su gran valor y su forma de interpretar la lidia, con gran quietud y muy cercana al pitón, lo que hace que sus actuaciones sean de gran calado entre el público.
Ha obtenido triunfos en las plazas de Madrid, Sevilla y Valencia, accediendo a los primeros puestos del escalafón taurino. Recibió el trofeo Cossío (2006) que otorga la Real Federación Taurina de España en reconocimiento a los mejores de cada temporada taurina.
El 12 de diciembre de 2010 el diestro indulta a Guadalupano, un gran toro de Teófilo Gómez ya que, según palabras textuales, rozó lo sublime en la Monumental Plaza de toros México.

## Estadísticas

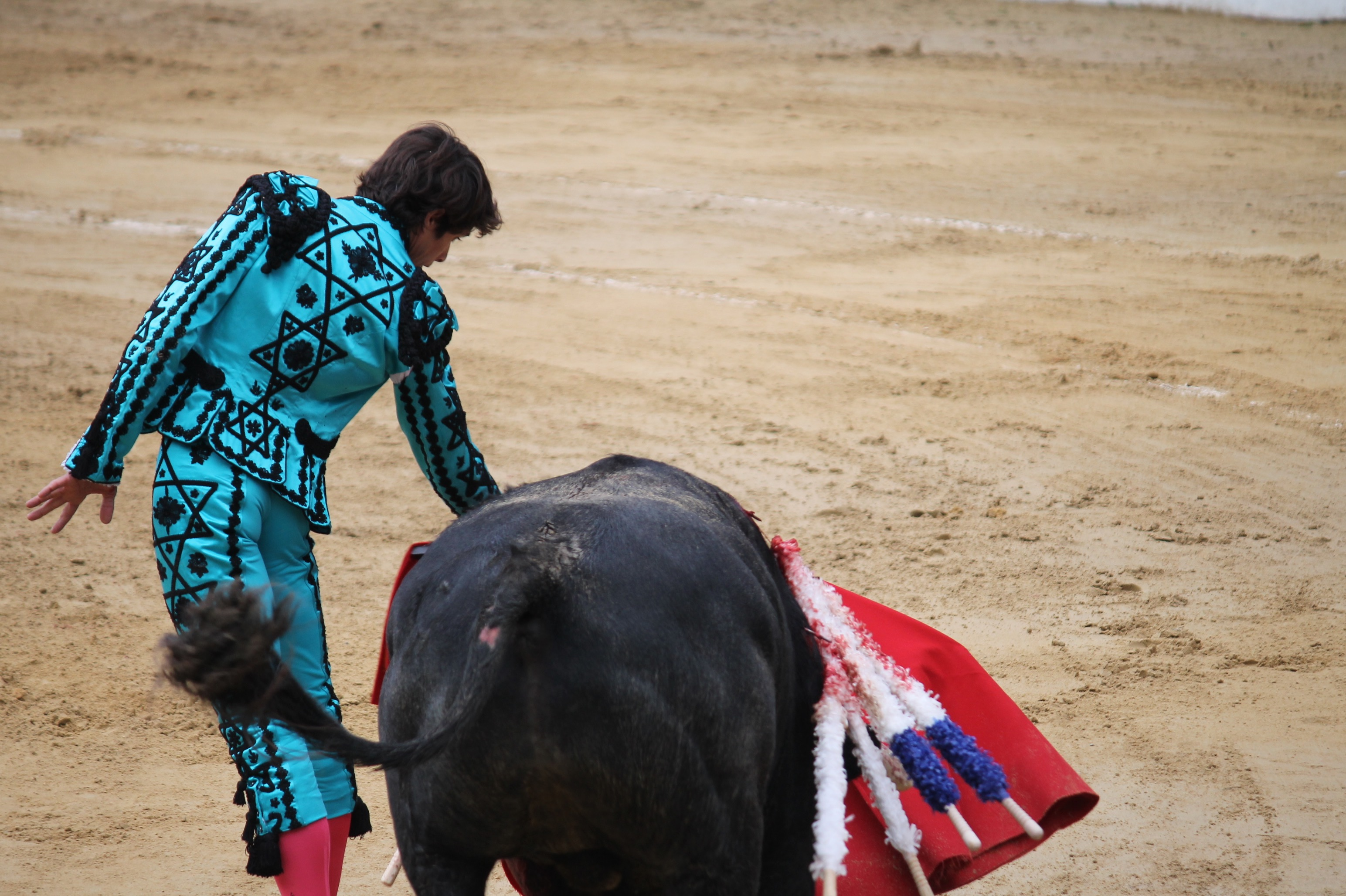
Redondo por la espalda de Castella en Bogotá.

- 1999: 23 novilladas, 35 orejas y 1 rabo.
- 2000: 10 corridas, 10 orejas.
- 2000: 33 novilladas, 31 orejas y 1 rabo.
- 2001: 15 corridas, 21 orejas y 2 rabos.
- 2002: 19 corridas, 33 orejas.
- 2003: 35 corridas, 62 orejas y 2 rabos.
- 2004: 42 corridas, 50 orejas.
- 2005: 74 corridas, 70 orejas y 1 rabo.
- 2006: 90 corridas, 152 orejas, 8 rabos y dos indultos.
- 2007: 67 corridas en España, 67 orejas y 3 rabos. En América, 13 corridas, 17 orejas.
- 2008: 83 corridas, 110 orejas, 4 rabos, 4 indultos (entre España y América)
- 2009: 76 corridas, 109 orejas, 1 rabo, 2 indultos.
- 2010: 82 corridas, 106 orejas, 2 rabos, 2 indultos.
- 2011: 77 corridas, 91 orejas.
- 2012: 46 corridas, 60 orejas, 1 rabo, 1 indulto.
- 2013: 39 corridas, 46 orejas.
- 2014: 42 corridas, 48 orejas, 1 rabo, 1 indulto.
- 2015: 51 corridas, 76 orejas, 1 rabo
- 2016: 54 corridas, 63 orejas, 2 rabos.
- 2017: 57 corridas, 73 orejas, 1 rabo, 2 indultos.
- 2018: 60 corridas, 60 orejas, 1 rabo, 2 indultos.
- 2019: 54 corridas, 58 orejas, 3 rabos, 1 indulto.
- 2020: 13 corridas, 17 orejas, 1 indulto.
- 2021: Retirado.
- 2022: Retirado.
- 2023: 51 corridas,	63 orejas.
- 2024: 52 corridas,	64 orejas, 1 rabo.

## Trayectoria

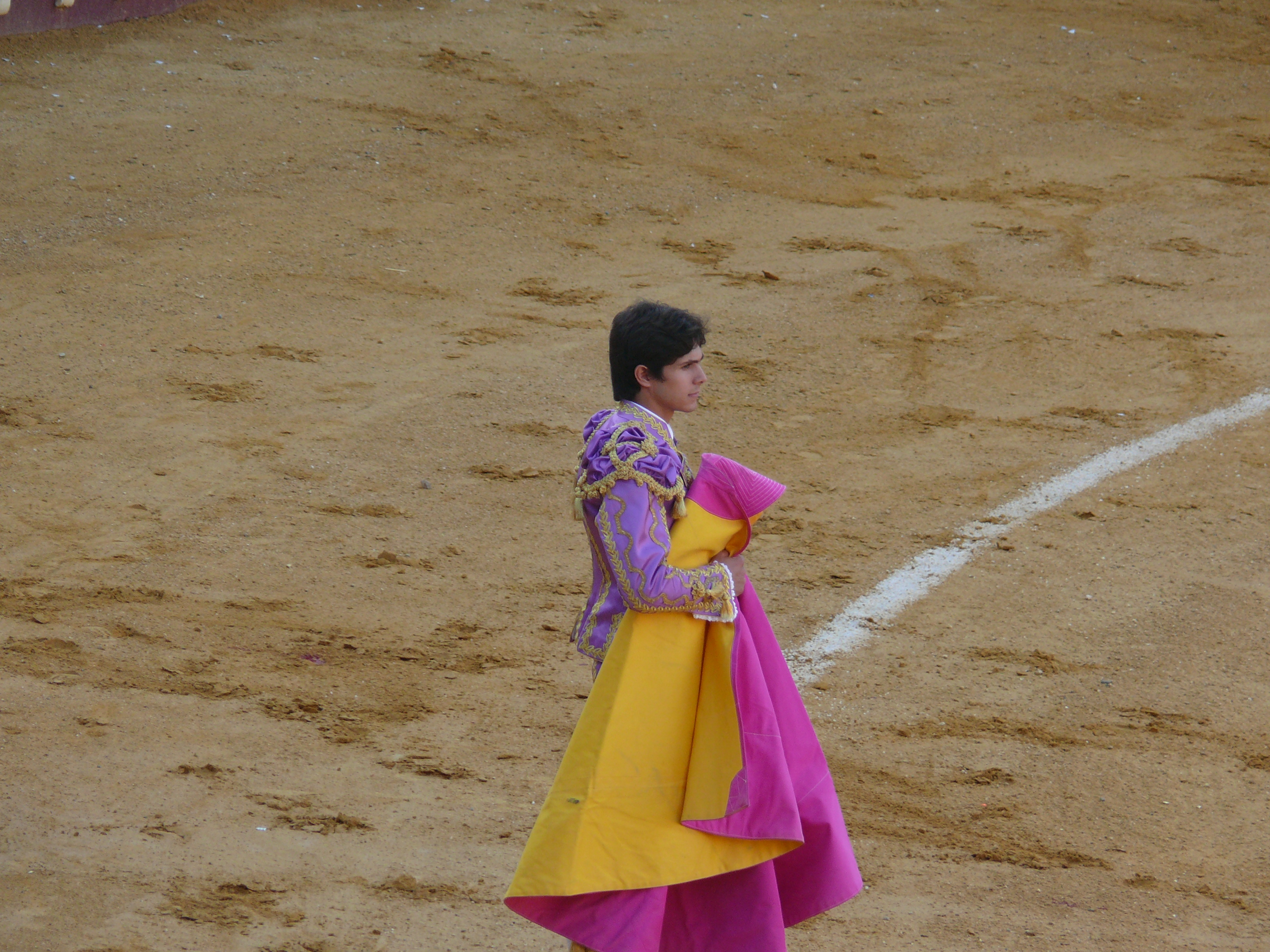
Imagen de Sebastián Castella esperando al toro durante una corrida.

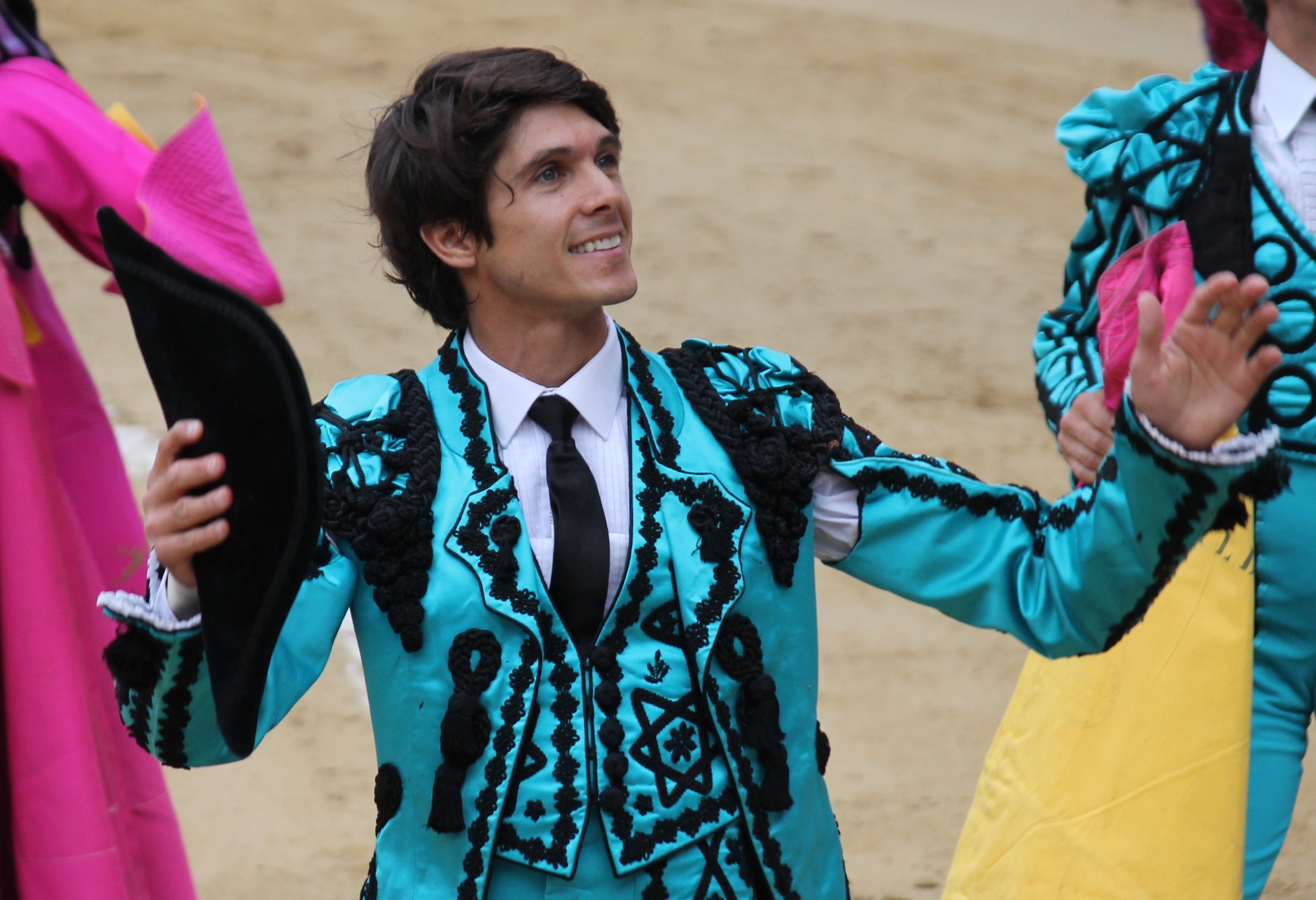
Sebastián Castella en Bogotá en 2019.

Hace su presentación en público el 30 de marzo de 1997 en Aignan.
Debuta con picadores el 17 de enero de 1999 en Acapulco (México) con novillos de Cerro Viejo, alternando con Javier Gutiérrez, Jorge González e Israel Téllez.
Más tarde hace su debut con picadores en Francia el 1 de mayo de 1999 en Aire-sur-l'Adour con novillos de la ganadería Yerbabuena, cortando oreja a cada uno de los ejemplares que le corresponde lidiar. Alterna esa tarde con Juan Bautista, El Fandi y Marie Sara.
El 30 de abril de 2000 hizo su presentación en Las Ventas en Madrid con el toro Saltador, de la ganadería de Peñajara alternando con Sergio Aguilar y Alberto Álvarez. El 12 de agosto de 2000 tomó la alternativa en Béziers. En una corrida de Juan Pedro Domecq cortándole una oreja a cada uno de los ejemplares que toreó, fue su padrino Enrique Ponce y José Tomás actuó de testigo. Menos de un año después confirmó la alternativa también en México, el 18 de febrero de 2001 con Rafael Ortega y El Tato como padrino y testigo, respectivamente. La confirmación de alternativa, otra vez con Ponce, llegó el 28 de mayo de 2004 en Madrid.
El 30 de septiembre de 2020, cuatro días después de su última tarde de la temporada en Granada, en un comunicado difundido a través de sus redes sociales, hizo oficial su retirada como matador de toros.
Decide reaparecer en la Feria de Manizales de 2023, en un cartel en solitario con seis toros de las ganaderías de Ernesto Gutiérrez, las Ventas del Espíritu Santo y Juan Bernardo Caicedo, el 7 de enero. El mismo año participó en la Feria de San Isidro, donde tiene el récord de ser el torero en activo con más salidas en hombro de Las Ventas, 6. Al final del año, entró como tercero en el podio del escalafón taurino.